# Redueña
Redueña es un municipio y localidad española perteneciente a la Comunidad de Madrid. El término municipal tiene una población de 288 habitantes (INE 2024).

## Geografía
Integrado en la comarca de Sierra Norte, se sitúa a 56 km de Madrid. El término municipal está atravesado por la carretera nacional N-320, entre los pk 336 y 339. El relieve del municipio es predominantemente montañoso, con altitudes que oscilan entre los 1010 m al norte y los 730 m al sur, a orillas del arroyo de Santa Lucía. La localidad se encuentra situada a una altitud de 818 m sobre el nivel del mar.
| Noroeste: La Cabrera           | Norte: La Cabrera | Noreste: Torrelaguna             |
| Oeste: Cabanillas de la Sierra |                   | Este: Torrelaguna                |
| Suroeste: Venturada            | Sur: El Vellón    | Sureste: Torrelaguna y El Vellón |

El término municipal tiene una superficie de 12,87 km² con una población de 288 habitantes (INE 2024) y una densidad de 22,38 hab./km². 

## Historia
Hacia mediados del siglo XIX, la villa tenía contabilizada una población de 78 habitantes. Aparece descrita en el decimotercer volumen del Diccionario geográfico-estadístico-histórico de España y sus posesiones de Ultramar de Pascual Madoz de la siguiente manera:

REDUEÑAS: v. con ayunt. de la prov. y aud. terr. de Madrid (9 leg.), part. jud. de Torrelaguna (1), c. g. de Castilla la Nueva, dióc. de Toledo (21). sit. en terreno calizo y áspero, á la falda de una pequeña cuesta; le combaten todos los vientos, en particular el N., y el clima es propenso por lo comun á calenturas. Tiene de 40 á 50 casas; la de ayunt.; una igl. parr. (San Pedro Advíncula) con curato de entrada y provision en concurso, y en los afueras una ermita (Ntra. Sra. de las Viñas), en cuyo punto se ve bastante viñedo. El térm. confina N. La Cabrera; E. Venturada; S. Torrelaguna, y O. Cabanillas: comprende escelentes canteras que se utilizan para los mejores edificios de la corte; bastante monte regularmente poblado; algunas huertas con diferentes árboles frutales y varios prados con medianos pastos. El terreno es de regular calidad. caminos: los que dirigen á los pueblos limítrofes, pasando a 1/2 leg. de la v. la carretera que va de Búrgos a Madrid. El correo se recibe de Cabanillas de la Sierra por los mismos interesados. prod.: trigo, cebada, centeno, patatas, hortalizas y frutas; mantiene ganado lanar y vacuno, y cria caza de conejos, liebres y perdices. ind.: la agrícola y labrar canteras para edificios. pobl.: 28 vec., 78 alm. cap. prod.: 900.820 reales. imp.: 33.397. contr.: 9'65 por 100.
(Madoz, 1849, p. 395)

## Demografía

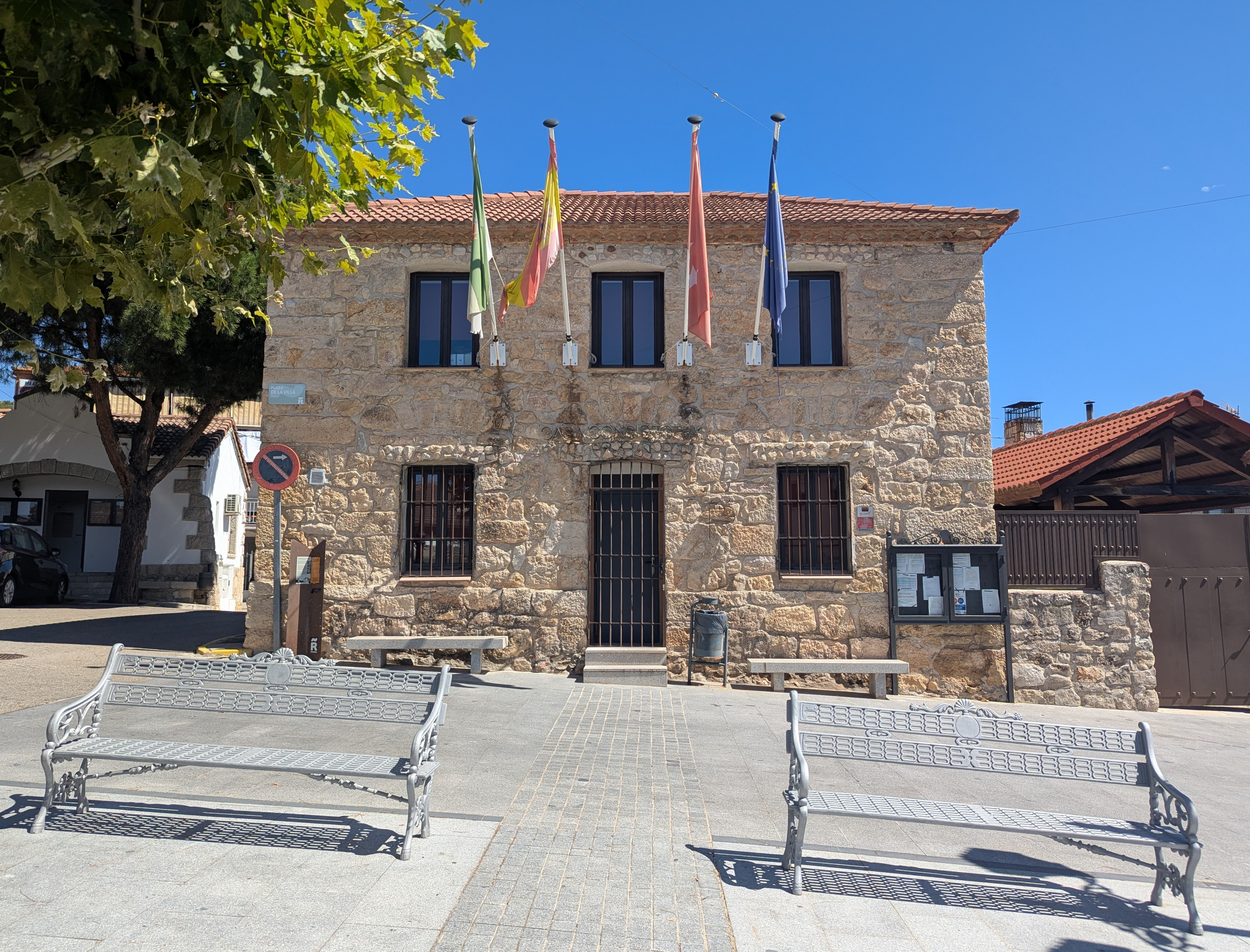
Casa consistorial

Cuenta con una población de 288 habitantes (INE 2024).
| Gráfica de evolución demográfica de Redueña entre 1842 y 2021                                                                                                 |
| |
| Población de derecho según los censos de población del INE Población de hecho según los censos de población del INEEn este censo se denominaba Redueñas: 1842 |

## Transporte
Redueña tiene tres líneas de autobús, de las cuales una enlaza con Madrid en el intercambiador de Plaza de Castilla. Las otras dos parten de otros municipios del entorno y pasan por Redueña. Estas líneas son:
| Línea | Recorrido                                         |
| ----- | ------------------------------------------------- |
| 197   | Madrid (Plaza de Castilla) – Torrelaguna          |
| 197C  | Torrelaguna - Venturada - Cabanillas de la Sierra |
| 913   | Torrelaguna - Patones                             |

No todas las expediciones de las líneas 197 y 913 dan servicio a Redueña. Se deberá enlazar en Torrelaguna con la línea 197. Se recomienda consultar horarios.

## Educación
En Redueña hay una casita de niños pública.

## Símbolos
El escudo heráldico y la bandera municipal que representan al municipio fueron aprobados el 12 de septiembre de 2013. El escudo se blasona de la siguiente manera:

En la mitad izquierda, sobre fondo plata, se refleja una encina arrancada al natural. En la parte derecha, sobre fondo verde, conocido en términos heráldicos como sinople, un campanario de oro. La parte inferior representa ondas azules y plata. Todo ello se encuentra bordeado en plata, y en cada punta del marco se sitúan tres cruces griegas negras o de sable como se denomina a este color en la terminología heráldica, dos en los cantones del jefe y la tercera en el centro de la punta. En la parte superior se sitúa la corona real de España.
Boletín Oficial de la Comunidad de Madrid nº 232 de 30 de septiembre de 2013

La descripción de la bandera es la siguiente:

Paño rectangular de proporciones 2:3. Por mitad horizontal, verde en lo alto y beis o castaño claro en lo bajo. Al centro del paño, el escudo heráldico municipal.
Boletín Oficial de la Comunidad de Madrid nº 232 de 30 de septiembre de 2013

## Patrimonio

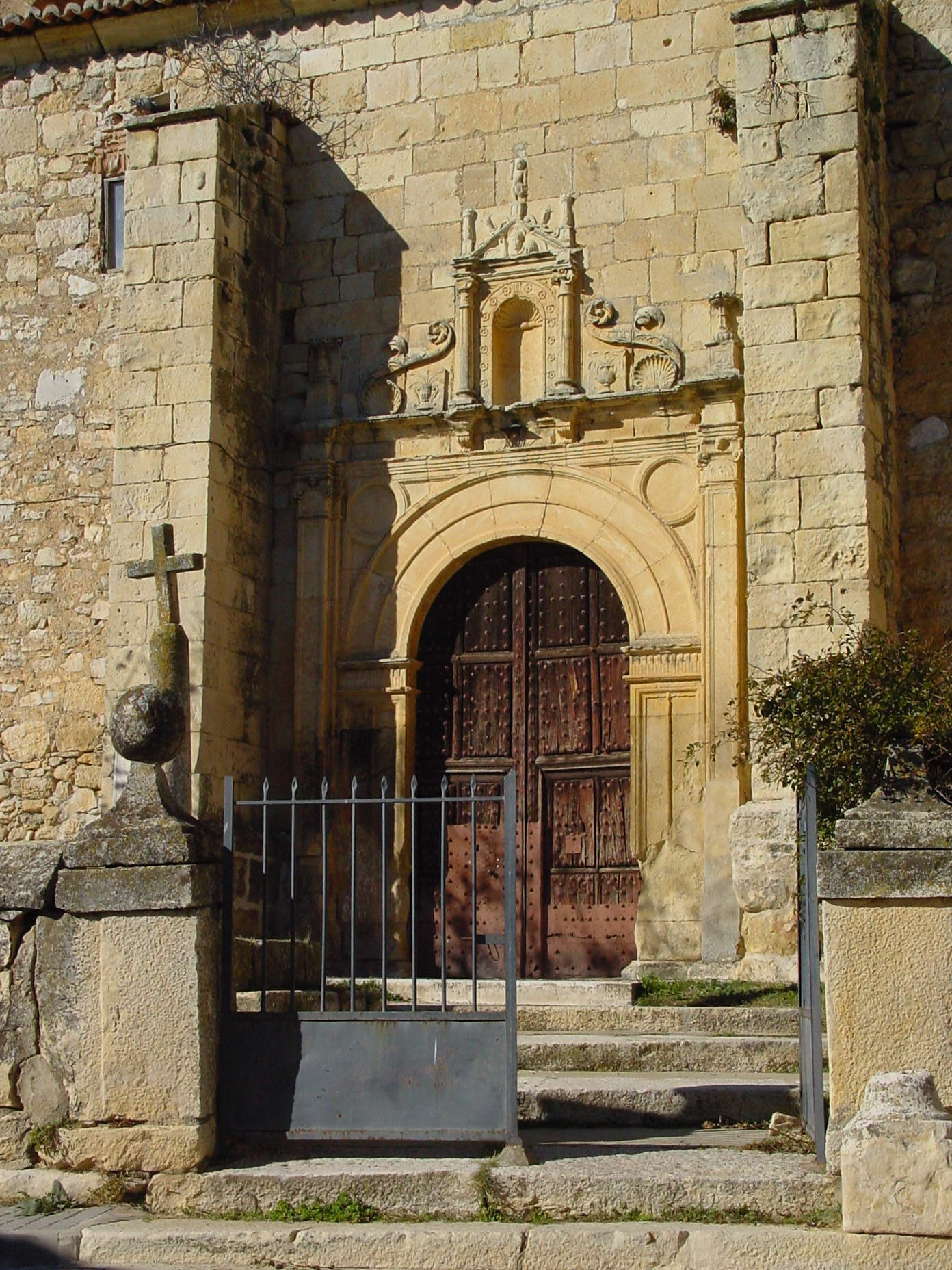
Iglesia de San Pedro Ad Vincula

En la localidad hay una iglesia bajo la advocación de San Pedro ad Vincula.